# Магнус Ерлендсон, гроф од Оркнија
Свети Магнус, Магнус Ерлендсон, гроф од Оркнија или, понекад Магнус Мученик, био је први гроф од Оркнија тог имена и владао је острвима од 1108. до 1115. године. Историјски извори о његовој владавини су две саге о Магнусу (дужа и краћа), а легендарне епизоде испричане су у Легенди о Светом Магнусу.
Преко своје баке Ингибјорг Финсдотир Магнус је био у сродству са норвешким краљевима Олафом II и Харалдом II.

## Биографија

### Младост
Магнус је рођен 1075. године као син Ерланда Торфиндсона, грофа од Оркнија. У почетку је био у служби норвешког краља Магнуса III Босоногог као skutilsvein што би одговарало, оквирно, служби коморника. Магнус III је 1098. заузео Оркнијска острва и свргнуо Ерланда и његовог брата близанца Паула који су, до тада, заједнички владали острвима. Као намесник норвешког принца Сигурда постављен је Паулов син Хакон Паулсон који је 1105. проглашен за ерла.

### Поход на Велс
Према Оркнијског саги (Orkneyinga saga на старонордијском) Магнус Ерлендсон био је познат по побожности. Током викиншког похода на Англси у Велсу Магнус је одбио да се бори због својих верских ставова. За време битке код Англси соунда, мореуза између острва Англси и копненог дела Велса, у лето 1098. Магнус је остао на броду певајући псалме док је борба трајала.
Због неучествовања у бици, Магнуса су Норвежани протерали и он је потражио уточиште на двору шкотског краља Малкома III. Магнус се на крају 1105. вратио на Оркнијска острва да од свог брата од стрица Хакона Паулсона затражи део наследства. Како није могао да оствари своја права, Магнус је затражио помоћ норвешког краља Ејстајна I Магнусона. Краљ је пресудио у Магнусову корист и Магнус је постао један од двојице ерлова (јарлова) Оркнија. Са Хаконом је владао сложно све до 1114. године.

### Смрт
Мир је био нарушен сукобом између присталица Магнуса и Хакона. На локалној скупштини (тингу) две стране су се појавиле наоружане и спремне за битку. Ипак, два ерла су уговорили примирје и састанак на острву Егилсеј. Магнус се у заказано време појавио са два брода у складу са договом, али је Хакон стигао са осам бродова.
Магнус је ноћ провео у локалној цркви, али је наредног дана ухваћен и понуђено му је да оде у прогонство или да буде утамничен. Међутим, окупљени поглавари су захтевали смрт једног од јарлова. Хаконов барјактар Офејгр одбио је да погуби Магнуса, па је бесни Хакон наложио свом кувару Лифолфу да ликвидира заробљеника. Магнус је убијен ударцем секиром по глави, а пре смрти се, према традицији, молио за душе својих џелата.
Према сагама, Магнус је погубљен 1115, после Васкрса 16. априла. Међутим, у питању је нетачан податак пошто је 1115. 16. април био пре Васкрса.

### Сахрана и култ
Магнус је првобитно био сахрањен на месту погубљења, где је, према традицији, околни камењар озеленео што се сматрало за право чудо. Касније је Магнусова мајка Тора касније измолила од Хакона дозволу да га сахрани у цркви у Бирсију.
Магнусов сестрић Рогнвалд Кали Колсон је касније истакао своја права на Оркнијска острва. Његов отац Кол посаветовао га је да обећа острвљанима да ће изградити камену цркву у Киркволу у знак сећања на његовог ујака Светог Ерла. Тако је у Киркволу изграђена Катедрала Св. Магнуса. Када је катедрала била спремна за освећење 1137. тамо су пренесене мошти Св. Магнуса. У једном од стубова катедрале је у тајној прегради 1917. пронађен ковчег са костима међу којима је била и оштећена лобања. Ови остаци су, без много сумње, прихваћени за мошти Св. Магнуса.
Према традицији, бројна су се исцељења одиграла на Магнусовом гробу. Оркнијски бискуп Вилијам Старији је у 12. веку упозоравао је да веровање у такве приче јерес. Наводно, бискуп је тада ослепео, али му је вид враћен након што се молио на гробу Св. Магнуса.
На Фарским острвима катедрала посвећена Св. Магнусу изграђена је око 1300. године у Киркјубуру. Остаци дела мошти Св. Магнуса пронађени су тамо 1905. године.
Магнус је у средњовековној Шкотској поштован као мученик. Према традицији, пре битке код Банокберна 1314. појавио се у сну шкотском краљу Роберту I Брусу и обећао му победу. Роберт Брус је наредног дана однео чувену победу над Енглезима.
Постоје и две исландске саге о Св. Магнусу, дужа и краћа, као и један део Оркнијске саге који му је посвећен. Затим, сачувано је и неколико култних списа на латинском и гелском језику, међу којима је и Легенда о Св. Магнусу (Legenda de sancto Magno). Свети Магнус је и главни јунак романа Магнус Џорџа Мекеја Брауна који је објављен 1973. године, као и романа Свети Магнус, гроф од Оркнија Џона Мунија. Питер Максвел Дејвис је 1977. написао оперу у једном чину Мучеништво Св. Магнуса. Либрето је написан на основу Брауновог романа.